# Fama-DFA-Preis
Der Fama-DFA-Preis (englisch: Fama–DFA Prize) ist eine vom Journal of Financial Economics ausgelobte wissenschaftliche Auszeichnung im Bereich der Finanzwirtschaft. 

## Hintergrund
Zu Ehren zweier bedeutender Wegbereiter der Fachpublikation vergibt das Journal of Financial Economics seit 1997 zwei Forschungspreise im Bereich der Finanzwirtschaft, den nach Eugene Fama benannten Fama-DFA-Preis für Beiträge zur Portfolio- und Kapitalmarkttheorie sowie den nach Michael Jensen benannten Jensen-Preis für Beiträge zu Corporate Finance und Organisationswissenschaft. Der Name der Auszeichnung umfasst zusätzlich die Abkürzung der Investmentfirma Dimensional Fund Advisors, für die Fama unter anderem als Forschungsdirektor tätig war. Zur Ermittlung des oder der Preisträger sind die Abonnenten des Periodikums aufgerufen, aus den entsprechenden Fachartikeln des Vorjahres per Abstimmung auszuwählen. Derzeit ist der erste Preis in der jeweiligen Kategorie mit 5000 US-Dollar und der zweite Preis mit 2500 US-Dollar dotiert.
Kuriosum: 1998 erhielt Fama selbst die Auszeichnung, 2004 belegte die von ihm und Kenneth French verfasste Arbeit „New lists: Fundamentals and survival rates“ den zweiten Platz. 2019 belegte der Aufsatz „Bubbles for Fama“ den zweiten Platz, die Arbeit war von Robin Greenwood, Andrei Shleifer und Yang You verfasst worden.

## Bisherige Preisträger
| Jahr | Titel                                                                                               | Autor(en)                                                                |
| ---- | --------------------------------------------------------------------------------------------------- | ------------------------------------------------------------------------ |
| 1997 | Detecting long-run abnormal stock returns: The empirical power and specification of test statistics | Brad M. Barber und John D. Lyon                                          |
| 1998 | Market efficiency, long-term returns, and behavioral finance                                        | Eugene Fama                                                              |
| 1999 | Bank entry, competition, and the market for corporate securities underwriting                       | Amar Gande, Manju Puri und Anthony Saunders                              |
| 2000 | Commonality in liquidity"                                                                           | Tarun Chordia, Richard Roll und Avanidhar Subrahmanyam                   |
| 2001 | Following the leader: a study of individual analysts' earnings forecasts                            | Rick A. Cooper, Theodore E. Day und Craig M. Lewis                       |
| 2002 | Breadth of ownership and stock returns"                                                             | Joseph Chen, Harrison Hong und Jeremy C. Stein                           |
| 2003 | The great reversals: The politics of financial development in the twentieth century                 | Raghuram Rajan und Luigi Zingales                                        |
| 2004 | Why are foreign firms listed in the U.S. worth more?                                                | Craig Doidge, G. Andrew Karolyi und René Stulz                           |
| 2005 | Asset pricing with liquidity risk                                                                   | Viral Acharya und Lasse Heje Pedersen                                    |
| 2006 | The conditional CAPM does not explain asset-pricing anomalies                                       | Jonathan Lewellen und Stefan Nagel                                       |
| 2007 | Laddering in initial public offerings                                                               | Grace Qing Hao                                                           |
| 2008 | Inter-firm linkages and the wealth effects of financial distress along the supply chain             | Michael G. Hertzel, Zhi Li, Micah S. Officer und Kimberly J. Rodgers     |
| 2009 | Why is PIN priced?                                                                                  | Jefferson Duarte und Lance Young                                         |
| 2010 | The good news in short interest                                                                     | Ekkehart Boehmer, Zsuzsa R. Huszar und Bradford Jordan                   |
| 2011 | Corporate bond default risk: A 150-year perspective                                                 | Kay Giesecke, Francis A. Longstaff, Stephen Schaefer und Ilya Strebulaev |
| 2012 | Is momentum really momentum?                                                                        | Robert Novy-Marx                                                         |
| 2013 | The other side of value: The gross profitability premium                                            | Robert Novy-Marx                                                         |
| 2014 | Betting against beta                                                                                | Andrea Frazzini und Lasse H. Pedersen                                    |
| 2015 | Scale and skill in active management                                                                | Lubos Pastor, Robert F. Stambaugh und Lucian A. Taylor                   |
| 2016 | Systemic risk and the macroeconomy: An empirical evaluation                                         | Stefano Giglio, Bryan T. Kelly und Seth Pruitt                           |
| 2017 | Information networks: Evidence from illegal insider trading tips                                    | Kenneth R. Ahern                                                         |
| 2018 | An intertemporal CAPM with stochastic volatility                                                    | John Y. Campbell, Stefano Giglio, Christopher Polk und Robert Turley     |
| 2019 | Characteristics are covariances: A unified model of risk and return                                 | Bryan T. Kelly, Seth Pruitt und Yinan Su                                 |
| 2020 | Shrinking the cross section                                                                         | Serhiy Kozak, Stefan Nagel und Shrihari Santosh                          |
| 2021 | Sustainable investing in equilibrium                                                                | Ľuboš Pástor, Robert F. Stambaugh und Lucian A. Taylor                   |
| 2022 | Why does the Fed move markets so much? A model of monetary policy and time-varying risk aversion    | Carolin Pflueger und Gianluca Rinaldi                                    |
| 2023 | Priced risk in corporate bonds                                                                      | Phillippe Mueller und Cesare Robotti                                     |